# Pacific Surfliner
Le Pacific Surfliner est une ligne régionale de chemin de fer Amtrak de 563 kilomètres desservant San Diego à San Luis Obispo en Californie du Sud.

## Description

### Matériel roulant
Motrice F59PHI